# Galitzkya macrocarpa
Galitzkya macrocarpa là một loài thực vật có hoa trong họ Cải. Loài này được (Ikonn.-Gal.) V.V.Botschantz. mô tả khoa học đầu tiên năm 1979.